# سلیمان‌آباد (کنگاور)
سلیمان‌آباد (کنگاور)، روستایی از توابع بخش مرکزی شهرستان کنگاور در استان کرمانشاه ایران است.

## جمعیت
این روستا در دهستان فش قرار دارد و بر اساس سرشماری مرکز آمار ایران در سال ۱۳۸۵، جمعیت آن ۴۶۲ نفر (۱۰۱خانوار) بوده‌است و ساکنان آن به زبان لکی صحبت می‌کنند و فاصله آن تا مرکز شهرستان کنگاور ۵ کیلومتر است. شغل ساکنان این روستا عمدتا کشاورزی دیم و دامپروری است.